# Nietalleen.nl
Nietalleen.nl was een Nederlands televisieprogramma dat in 2020 door de Evangelische Omroep werd uitgezonden op NPO 1. De presentatie is in handen van Bert van Leeuwen en Anne-Mar Zwart.

## Het programma
Het programma was ontstaan uit het online platform #nietalleen, een initiatief van de PKN, ChristenUnie, Kerk in Actie en EO. In een rechtstreekse uitzending werden reportages getoond van initiatieven die tijdens de coronacrisis in Nederland ontstonden. Verder werden er hulpvragen gedeeld die op het platform werden geplaatst.
Van Leeuwen en Zwart presenteerden het programma rechtstreeks vanuit hun eigen huis. Hiertoe waren bij Van Leeuwen drie op afstand bestuurbare camera's geplaatst en had hij contact met Zwart via een videoverbinding.
Het programma werd vanaf 25 maart 2020 acht weken lang uitgezonden. De eerste vier weken lang was er van maandag tot en met vrijdag een uitzending. In de laatste vier weken werd de frequentie teruggeschroefd naar alleen maandag en vrijdag een uitzending. Na 28 afleveringen werd het eerste seizoen van het programma op 15 mei beëindigd om in november en december 2020 met een tweede seizoen een korte doorstart te maken waarin Van Leeuwen door heel Nederland reisde om mensen te helpen.